# Legend Tokyo
Legend Tokyo（レジェンド トウキョウ）は2011年より開催されている、ストリートダンスの大人数による振付作品のコンテスト。

## 概要・特徴
ストリートダンスを扱った情報マガジン『SDM』とぴあを中心とした企画、制作により2011年より開催。大会の略称としては「レジェンド」と呼ばれ、大会優勝者（最優秀作品賞）も公式に〝レジェンド〟と呼ばれる。ちなみに準優勝者（準優秀作品賞）は〝セミレジェンド〟と呼ばれる。
後述のルール、審査基準（審査員）がこの大会の独自色を強める主な要因となっている。

### 主なルール
単純なダンススキルのみでなく、振付師として、クリエイターとして、指導者・講師として、ダンスのエンタメ作品を創るために必要な才能すべてが総合的に競われる。
1. 作品の制限時間は5分以内 … 「5分間」という短い時間内で、自らの作品に込めた世界を観る者に伝える力が必要とされる。
2. 演出道具類が使用可能 … 30秒以内に出演者だけで設置・撤去できるものであれば、可能な限りの小道具・大道具類の使用が可能。
3. 照明プランを事前に提出 … 作品をより効果的に見せるため、照明を指定して事前にプランを提出することが義務づけられている。
4. 「作品名」も評価基準 … 作品には「作品名」を付け、披露前にMCがその想いを読み上げる。この内容と実作品の関連性も評価対象となる。
5. 出演者の人数は15名以上 … 作品の世界観や構成を見せるための人数として15名以上の出演者を参加させて作品を創らなくてはならない。
6. 4名までのゲスト・パフォーマー … 各コレオグラファーは、最大4名までの共同制作者・共演者を交えて作品組織作りに臨むことができる。
7. 公募オーディションの開催 … 全てのダンサーが大会に参加する機会を得るため、各コレオグラファーは大会側と共に作品出演者を選抜するオーディションを開かなければならない。また、この試みにより、各コレオグラファーは自身の人脈以外からも作品出演者を集めることができる。

### 審査基準・審査員
細かな審査項目は存在せず、審査基準はただ1つ「誰もが楽しめる作品かどうか」という1点のみ。
審査員も一般的なコンテストのように、一部のベテランダンサーのみが務めるのではなく、エンターテインメント・ビジネス分野の企業や広告代理店の重役や、芸術分野各事業のプロデューサーなどが務めている。
また、大会の評価成績によっては次大会以降の本戦へのシード権を獲得することができる。

### その他の試み
- 挨拶タイム … 作品披露終了後、その作品のコレオグラファーが舞台上でスポットライトの中で一礼し、拍手を受けるための時間が設けられている[注 3]。「素晴らしい作品の作り手を賞賛する時間を明確に作る」という意図がある。
- 舞台セットの設置 … 一般的なコンテストと異なり、舞台上には高さのあるセットが組まれ、このセットを効果的に使用することも必要とされている。
- オープニングパフォーマンス … 開演5分前からカウントダウン映像が始まり、パフォーマンスには全出展コレオグラファーが登場し、それぞれソロパートが設定されている。
- 2日間開催・オーディエンス投票 … 同演目を2日間行なう大会日程の中で、1日目の来場者が「良かった作品」を選んで投票し、その集計結果が最終的な審査員1名分として加算される[注 4]。
- 懇親会 … 全審査員と全コレオグラファーの親交の場として、大会終演後すぐに控え室で懇親会が行われる。この交流により、実際の仕事の依頼が多々行なわれている[注 5]。

### シーンへの影響
- 「全国規模で行なう大人数作品（ナンバー）のイベント」というイベント形式の実現により、2011年の初開催以降、ダンスナンバーを羅列して披露するイベント（いわゆる〝ナンバーイベント〟）が爆発的に増加した。
- 初開催当時としては珍しく〝作品名〟を付けることを義務付けたため、ショー、ショーケース、ネタといったダンスパフォーマンスの従来の呼び方に〝作品〟と呼ぶ習慣が広まっていった。
- コンテスト参加の振付師を公式に〝出展コレオグラファー〟と呼称し[注 6]、振付師が作品を出すことを「出展する」という言葉が広まった。

## Chapter.1大会
2011年7月29日開催。当初は2011年3月31日の開催を予定していたが、3月11日に発生した東日本大震災の影響により7月29日に延期された。会場は渋谷C.C.Lemonホール。出展作品は26作品。（コンテスト25作品、ゲスト1作品）
サブタイトルは「DANCE ENTERTAINMENT NEO GENESIS」

### 出展作品
| 出展地域   | コレオグラファー名 | 所属チーム            | 作品タイトル                     | ジャンル             | 出演人数 | サポートスタジオ            |
| ---------- | ------------------ | --------------------- | -------------------------------- | -------------------- | -------- | --------------------------- |
| 東京       | IGA                | Mystikal Waxx         | 「BRAZIN'HOT!」                  | HIPHOP               | 23人     | SPACE BRiGHT                |
| 東京       | Kana               |                       | 大地の言霊 〜Berore I started〜  | JAZZ FREESTYLE       | 12人     | ONES TO WATCH               |
| 東京       | KAZ                | ASURA                 | 「夢の夜明け」                   | HIPHOP               | 28人     | ETCダンススクール           |
| 福島       | Ruu                | VICTORIA              | 「Fabulus」                      | FREESTYLE            | 22人     | studio ViVId                |
| 東京       | SORI               | SHUFFLE!!             | 「THE SOUND OF S.O.U.L.」        | LOCKIN'              | 15人     | PLEASURE GARAGE DANCE WORKS |
| 東京       | HIDETOMO           |                       | 「新井風味」                     | JAZZ                 | 34人     | NOAダンスアカデミー         |
| 東京       | HASE               | Repoll:FX             | 「This is Entertainment Be-Bop」 | ENTERTAINMENT BE-BOP | 17人     | STUDIO FAMILYー             |
| 東京       | MEIKO              | カッチョイイクルー    | 「This is me.」                  | CONTEMPORARY FUNK    | 15人     | EN DANCE STUDIO             |
| 大阪       | KATO               | D'OAM                 | 「Mystery of Orient HIPHOP」     | HIPHOP               | 34人     | STUDIO A-Sh                 |
| 東京       | KAZUE              | MaKuRo                | 「When you believe」             | JAZZ                 | 23人     | ZEAL STUDIOS                |
| 東京       | 井島剛             |                       | 「curiosity killed the cat」     | FREESTYLE            | 14人     | ONES TO WATCH               |
| 京都       | KAORI              |                       | 「レクイエム」                   | JAZZ                 | 28人     | STUDIO DANCE ALIVE          |
| 愛知       | AGATCH             | YAMAKAJI              | 「GHOST」                        | HIPHOP               | 40人     | pineapple studio            |
| 東京       | 梅棒               |                       | 「駅、人、愛、無限大」           | JAZZ                 | 25人     | AS01 STUDIO                 |
| 東京       | SHY-N              | CROSS COLOURS DANCERS | 「SHY-N SQUAD」                  | REGGAE               | 14人     | SPACE BRiGHT                |
| 東京       | MIWA               | Doll House            | 「LOVE IS BUBBLE」               | JAZZ HIPHOP          | 36人     | ZEAL STUDIOS                |
| 兵庫       | IPPEI              | PROJECT『1』          | 「a conflict with myself」       | HIPHOP               | 24人     | SUTDIO A-Sh                 |
| 東京       | Satomi             | FLY&STONE             | 「FAME IN RED」                  | HIPHOP JAZZ          | 20人     | ETCダンススクール           |
| 大阪       | EMI                | OUTSET                | 「革命 〜抑圧からの解放〜」      | FREESTYLE            | 27人     | スタジオA・X                |
| 東京       | 長谷川達也         | DAZZLE                | 「花ト囮」                       | FREESTYLE            | 22人     | Music＆Dance School 音屋    |
| 東京       | カミジョウタケル   | black D.O.G.S         | 「NEW〜LEGEND〜OZ☆」             | POPPIN' FREE         | 14人     | AS01 STUDIO                 |
| 東京       | Shin.1             |                       | 「Intoxinight」                  | JAZZ HIPHOP          | 26人     | ZEAL STUDIOS                |
| 東京       | Junko☆             | GALAXXXXY★            | 「神鳴」                         | PANKING              | 22人     | EN DANCE STUDIO             |
| 東京       | KETZ               | AuN                   | 「太陽」                         | JAZZ                 | 22人     | AS01 STUDIO                 |
| 茨城       | TAIHEY             | AT LOOP               | 「SWING SET」                    | HIPHOP               | 31人     | Dance Association Seeds     |
| USA/ゲスト | JONTE'★Moaning     |                       | 「HIGH KICK POW」                |                      | 27人     | DANCE STUDIO BEASTAR        |

### 審査員・各審査員賞
| 審査員            | 肩書き                                                                      | 視点                               | 審査員賞受賞作品                         |
| ----------------- | --------------------------------------------------------------------------- | ---------------------------------- | ---------------------------------------- |
| SAM               | ネクストジャパン株式会社 代表取締役                                         | ストリートダンスとしての視点       | Junko☆作品「神鳴」                       |
| 唐沢 徹           | ぴあ株式会社 最高執行責任者/エンタテインメント事業本部 本部長               | エンタメ文化を広げてきた視点       | Ruu作品「Fubulous」                      |
| 青木 義人         | エイベックス・プランニング＆デベロップメント株式会社 代表取締役社長         | 音楽アーティスト業界の視点         | HASE作品「This is Entertainment Be-Bop」 |
| 新井 勝久         | ブルーマングループ株式会社 代表取締役/プロデューサー                        | パフォーミング・アーツとしての視点 | Junko☆作品「神鳴」                       |
| 石川 聖子         | 音楽座ミュージカル/Rカンパニー チーフプロデューサー                         | ミュージカル界の視点               | KAORI作品「レクイエム」                  |
| 村田 裕子         | 阪急阪神東宝グループ 株式会社梅田芸術劇場 東京事業本部 チーフプロデューサー | ダンス公演事業としての視点         | カミジョウタケル作品「NEW〜LEGEND〜OZ☆」 |
| 多木 良國         | 株式会社メディアウェイブ 代表取締                                           | 広告・映画界の視点                 | 梅棒作品「駅、人、愛、無限大」           |
| 朱 寅             | 上海城市演芸有限公司 副総裁                                                 | アジアに広げるための視点           | HIDETOMO作品「新井風味」                 |
| Jason Park        | 『VIBE Dance Competition』オーガナイザー                                    | 世界最高峰の大会の視点             | KAORI作品「レクイエム」                  |
| Nicole Lamontagne | シルク・ドゥ・ソレイユ キャスティング部 タレントスカウトダンス部門担当      | 世界的なクリエイティブの視点       | Junko☆作品「神鳴」                       |

### 受賞結果
最優秀作品賞〝レジェンド〟 … 長谷川達也（DAZZLE）作品「花ト囮」

## Chapter.2大会
2012年8月2日-3日開催。会場は渋谷公会堂。出展作品は27作品。（コンテスト24作品、ゲスト3作品）
東京・大阪の2地域における予選大会の開催に伴い、大会本体を〝本戦〟と公式に呼称されるようになる。大会初の2日間開催となり、オーディエンス投票日（1日目）、審査員による審査・結果発表日（2日目）という以後の大会にも続く日程フォーマットや、各審査員賞、最優秀作品賞といった授与賞に加え、オーディエンス賞、協賛各企業による特別選定賞が追加されるなど、以後の大会にも引き継がれるフォーマットがこの大会時に形作られた。
サブタイトルは「the WORLD we never know」

### 予選・提携大会

#### 東日本予選
『Legend EAST』
2012年3月31日開催／会場：蒲田・日本工学院専門学校 片柳ホール
- 本戦選出作品：MKMDC作品「MKMDC」（最優秀作品賞）／MOTO作品「bake D nuts」、SUZUYAKA作品「LnP」、SONG AE作品「Zero 〜そして8〜」（優秀作品賞）
- その他出展作品：秋吉朝子作品「legen of the living dead」、mineco作品「やまとなでしこ〜プリザーブドフラワー」、幸作品「貴人」、TAKABO&Mana作品「Life Art Complex」、梨本威温作品「EMPTY INC」、KENSUKE作品「Zero」
- 審査員：SAM（ネクストジャパン株式会社 代表取締役）、長谷川達也（コレオグラファー・演出家/DAZZLE主宰）、多木良國（株式会社メディアウェイブ 代表取締役）、今井貴雄（株式会社ジールワールドワイド イベント企画制作プロデューサー）、石垣朗（ぴあ株式会社 プロデューサー/株式会社東京音協 取締役開発事業部長）[6]

#### 西日本予選
『Legend WEST』
2012年4月28日開催／会場：新大阪・大阪市立青少年センターKOKO PLAZA
- 本戦選出作品：DEEP作品「DEEP FAMILY」（最優秀作品賞）／Yae.Saya作品「SYE.W」、BEZI作品「Campbezilock Family」、LARRSON作品「Team LARRSON」（優秀作品賞）
- その他出展作品：KYON作品「KYON number」、sayaka作品「team Saa-ya」、伊藤卓家作品「From The red revolutionS」、MIKIHO作品「Metlia」、Chiaki作品「Studio Shanty」、NAMI作品「NAMI number」、JACKY作品「ego carry」、NAOKI作品「FoCu$ Crew」、Nachi作品「GO-GON」、CHIHIRO,che作品「KEEP YA HEDA UP」、Yuki作品「Goody girlz」、YURI作品「YURI.ame」、REIKO作品「R-SET」
- 審査員：SAM（ネクストジャパン株式会社 代表取締役）、KAORI（ダンサー・コレオグラファー）、藪内知利（ぴあ株式会社 執行役員 エリア統括局長 関西支社長）、間瀬瑞恵（株式会社ソニーミュージックエンタテインメント マーケティング室兼CPグループ チーフプロデューサー）、二木利征（株式会社エンターテイメントカンパニー 代表取締役）[7]

### 本戦出展作品
| 出展地域 | 出展区分               | コレオグラファー名 | 所属チーム                        | 作品タイトル                                        | ジャンル             | 出演人数     | サポートスタジオ       |
| -------- | ---------------------- | ------------------ | --------------------------------- | --------------------------------------------------- | -------------------- | ------------ | ---------------------- |
| 東京     | Ch1審査員評価シード    | KAZ                | ASURA                             | 「カンフーを越えて」                                | HIPHOP               | 30人         | ETCダンススクール      |
| 東京     | 東日本予選優秀作品賞   | SUZUYAKA           | LnP                               | Welcome to my entertainment!                        | JAZZ                 | 21人         | Creative Dance Project |
| 愛知     | 大会オファー           | KING-BOO           | LOVEHOUSE                         | 「Strange Dream…」                                  | FREESTYLE            | 32人         | pineapple studio       |
| 東京     | Ch1審査賞シード        | HIDETOMO           |                                   | 「HEIJOKYO」                                        | JAZZ                 | 25人         | boogiezone utopia      |
| 東京     | Ch1審査賞シード        | Junko☆             | GALAXXXXY★                        | 「鼓動〜Thousand beats〜」                          | PUNKING              | 22人         | DANCE STUDIO BEASTAR   |
| 東京     | 協賛"en4th"推薦        | MASAMI             | Un bijou                          | 「CARNIVAL」                                        | ENTERTAINMENT REGGAE | 36人         | 日本工学院専門学校     |
| 東京     | 西日本予選優秀作品賞   | LARRSON            | $-lhouette                        | 「パーティーしようぜ！ 〜一般社会とクラブシーン〜」 | HIPHOP HYPE STYLE    | 28人         | SOUL AND MOTION OSAKA  |
| 東京     | Ch1審査員賞シード      | HASE               | Repoll:FX                         | 「仮面から始まる伝説」                              | ENTERTAINMNT BE-BOP  | 17人         | STUDIO FAMILY          |
| 茨城     | Ch1評価シード          | TAIHEY             | AT LOOP                           | 「HAPPY DANCEMAN SHOW」                             | HIPHOP               | 33人         | D-Lifeダンススクール   |
| 大阪     | 大会オファー           | NORI               | NASTY                             | 「怒り心頭」                                        | CLUB JAZZ            | 23人         | STUDIO A-Sh            |
| 東京     | 東日本予選優秀作品賞   | MOTO               | Rt$tS                             | 「パラレルワールド（交わる2つ）」                   | HIPHOP R&B           | 22人         | ETCダンススクール      |
| 東京     | 東日本予選最優秀作品賞 | MKMDC              |                                   | 「火の川」                                          | MODERN JAZZ          | 23人         | WORSAL                 |
| 東京     | Ch1評価シード          | MIWA               | DOLL HOUSE、Un bijou              | 「After Hours!!」                                   | STYLE JAZZ           | 25人         | JIVE DANCE STUDIO      |
| 東京     | 大会オファー           | 黄帝心仙人         |                                   | 「22世紀の涙」                                      | ANIMETION            | 17人         | ZEAL STUDIOS           |
| 東京     | 東日本予選優秀作品賞   | SONG AE            |                                   | 「zero〜夢〜」                                      | JAZZ CONTEMPORARY    | 33人         | EN DANCE STUDIO        |
| 東京     | 大会オファー           | JUN                | Blue Print、Gypsy、CAPOEIRA JAPON | 「聖戦」                                            | HIPHOP               | 30人         | SODA STYLE             |
| 大阪     | 西日本予選優秀作品賞   | Yae.Saya           | BRUISES.W                         | 「go.」                                             | JAZZ                 | 22人         | RIVER ART PLACE        |
| 東京     | 運営ETC推薦            | RIE                |                                   | 「Power of Africa」                                 | GIRLS HIPHOP         | 31人         | ETCダンススクール      |
| 東京     | Ch1審査員賞シード      | 梅棒               |                                   | 「男なら、やってやれ!!」                            | JAZZ                 | 26人         | DANCE STUDIO BEASTAR   |
| 東京     | 制作ZEAL WORLDWIDE推薦 | TSUBASA            | DEXTER、ZIETH                     | 「Mad Droppers                                      | HOUSE                | 18人         | ZEAL STUDIOS           |
| 福島     | Ch1審査員賞シード      | Ruu                | VICTORIA                          | 「It's a Fabulous small world.」                    | FREE STYLE           | studio ViVid |                        |
| 大阪     | 西日本予選優秀作品賞   | BEZI               | BUSTA JAKK BOOGIE                 | 「Campbezilock Family」                             | LOCKIN'              | 24人         | STUDIO ZEROSIX         |
| 大阪     | Ch1評価シード          | EMI                | OUTSET                            | 「ENDLESS LOOP」                                    | FREE STYLE           | 21人         | スタジオAX             |
| 大阪     | 西日本予選最優秀作品賞 | DEEP               |                                   | 「DEEP FAMILY」                                     | FREESTYLE JAZZ       | 21人         | STUDIO A-Sh            |
| 東京     | ティーンズゲスト       | Haru               | The Empress                       | 「トルネード」                                      | HIPHOP               | 12人         | VAW栄光ハイスクール    |
| 東京     | レジェンドゲスト       | 長谷川達也         | DAZZLE                            | 「大東京帝国」                                      | DAZZLE STYLE         | 15人         |                        |
| USA      | 海外ゲスト             | MATT CADY          | Fanny Pak                         | 「MIRAGW」                                          | FREESTYLE            | 28人         | IZUMI CONPANY          |

### 審査員・各審査員賞
| 審査員      | 肩書き                                                                                          | 視点                               | 審査員賞受賞作品                        |
| ----------- | ----------------------------------------------------------------------------------------------- | ---------------------------------- | --------------------------------------- |
| SAM         | ネクストジャパン株式会社 代表取締役                                                             | ストリートダンスとしての視点       | SONG AE作品「zero〜夢〜」               |
| 藪内 知利   | ぴあ株式会社 執行役員 エリア統括局長                                                            | エンタメ文化を広げてきた視点       | JUN作品「聖戦 -HORY WAR-」              |
| 青木 義人   | エイベックス・プランニング＆デベロップメント株式会社 代表取締役社長                             | ダンス・マーケットを広げてきた視点 | Junko☆作品「鼓動〜thousand beats〜」    |
| 遠藤 陽市   | SONY MUSIC GROUP 株式会社エムオン・エンタテインメント 執行役員 企画開発グループ 本部長          | 音楽・映像業会としての視点         | TAIHEY作品「HAPPY DANCEMAN SHOW」       |
| おち まさと | 株式会社おちまさと事務所 代表取締役社長/プロデューサー                                          | 総合プロデューサーの視点           | Ruu作品「It's a Fabulous small world.」 |
| 蔭山 陽太   | KAAT神奈川芸術劇場 支配人                                                                       | 舞台パフォーマンスとしての視点     | TSUBASA作品「Mad Droppers」             |
| 金子 学     | 株式会社パルコ エンタテイメント事業部 エグゼクティブ・プロデューサー                            | エンタメ・コンテンツとしての視点   | MASAMI作品「CARNIVAL」                  |
| 黒須 チヒロ | 株式会ヴァンズエンタテイメント プロデューサー                                                   | 音楽プロデューサーとしての視点     | DEEP作品「DEEP FAMILY」                 |
| 林 令一郎   | 株式会社東急エージェンシー クリエイティブソリューション本部 クロスメディアソリューション局 局長 | 広告プランナーとしての視点         | RIE作品「Power of Africa」              |
| Elm Pizarro | boogiezone創設者 兼 最高経営責任者                                                              | 世界につなげるための視点           | 黄帝心仙人作品「22世紀の涙」            |
| 長谷川 達也 | DAZZLE 主宰                                                                                     | コレオグラファーとしての視点       |                                         |

### 受賞結果
- InterFM賞 … DEEP作品「DEEP FAMILY」
- MIZUNO×"en4th"賞 … Ruu作品「It's a Fabulous small world.」
- オーディエンス賞 … 梅棒作品「男なら、やってやれ!!」
- 最優秀作品賞〝レジェンド〟 … 梅棒作品「男なら、やってやれ!!」

## Chapter.3大会
2013年8月10日-11日開催。会場は舞浜アンフィシアター。出展作品は25作品。（コンテスト20作品、ゲスト5作品）
大会初の土日開催であり、当時ダンスコンテンツ披露の場としては珍しい、半円形の張り出しステージが特徴の劇場での開催が話題を呼んだ。また、授与賞に準優秀作品賞（準優勝）が追加された。
サブタイトルは「BEYOND EVERYTHING PAST」

### 予選・提携大会

#### 提携大会
『CROSTAGE』
2012年11月25日開催／会場：群馬・桐生市民文化会館シルクホール
- 本戦選出作品：KENSUKE作品「わすれもの」

『PALETTE VOL.11』
2013年1月14日開催／会場：東京・新宿FACE
- 本戦選出作品：CHON作品「ギョロッパイヤー」

#### 東日本予選
『Legend EAST』
2013年4月29日開催／会場：埼玉・和光市文化センター サンアゼリア 大ホール
- 本戦選出作品：avecoo作品（最優秀作品賞）／TOMOMI作品、ENcounter ENgravers作品、じゅんじゅん作品（優秀作品賞）
- その他出展作品：coji&YUKACO作品、THE AVNGERZ作品、後藤大作品、MIO作品、YOU作品、chinami作品、MORI作品、tika作品、KAZ作品
- 審査員：藪内知利（ぴあ株式会社 執行役員 エリア統括局長 関西支社長）、黒須チヒロ（株式会社ヴァンズエンタテイメント プロデューサー）、片桐豊（株式会社トップコート クリエイティブ事業部部長 新人開発事務局長）、船橋宗寛（SONY MUSIC GROUP 株式会社エムオン・エンタテインメント ダンス・エンターテインメントグループ）、吉永千紘（株式会社ホリプロ ダンスアーティスト・マネージャー）、伊藤今人（ダンサー・コレオグラファー/梅棒 リーダー）

#### 西日本提携大会
『Kansai Dance Award』
2013年4月27日 - 28日開催／会場：大阪・クレオ大阪南
- 本戦選出作品：Sacco作品「Maline」（キッズ部門優勝）、WREIKO作品「▼△▼エジプト▼△▼」（一般部門優勝）
- その他出展作品：Naoki作品「MAD Army」、RYUJY作品「New School SP」、Lye作品「This Is Us」、AKIMAN作品「白雪姫と7人の媚びとたち」、HIROKI作品「火花」、SHUNJI作品「スパーク!!」、YO-KO作品「ひまわり」、RICA作品「WeLcoMe to My WoRLd!」、Kotaro作品「女子会」、ERI作品「絵本の中」、MTE作品「Diamonds」（以上キッズ部門）／MASAKO作品「MAGIC HOUR」、JACKY作品「宮殿」、KWAM作品「dilemma」、yasuyo作品「女乱舞」、KUJIME作品「Real Is Here」、ERI作品「盗賊」、KAKU作品「Enery Bomb!」、AIMI作品「Individual」、HIRO作品「ACTION!!〜HOOP・HOPE・HOMIES〜」、RYUJY作品「Body feel exit」、サラサ作品「Bad girl」、AKIMAN作品「Goosebumps」（以上一般部門）
- 審査員：足立篤史（養父市教育委員会 委員長）、船井雄介（イロハグラフィックデザイン アートディレクター）、馬島伊織（株式会社MFプラス 代表取締役）、市川隆（ティー・オー・シー株式会社 制作プロデューサー）、SHIBU（楽曲プロデューサー）（以上キッズ部門）／斎藤真治（ロイヤル学園 専務理事）、崎野祐輔（バカルディージャパンリミテッド 西日本営業部 営業開発）、小池博之（CEREBRAL EVOLUTION 代表）、阿比留のどか（学校法人上宮学園 保健体育教師）、坂一彦（株式会社エムオン・エンタテインメント 番組プロデューサー）（以上一般部門）[13]

### 本戦出展作品
| 出展地域 | 出展区分               | コレオグラファー名  | 所属チーム                       | 作品タイトル                        | ジャンル        | 出演人数 | サポートスタジオ       |
| -------- | ---------------------- | ------------------- | -------------------------------- | ----------------------------------- | --------------- | -------- | ---------------------- |
| 宮城     | 東日本予選優秀作品賞   | TOMOMI              | BCREW                            | 「BIG UP!!」                        | HIPHOP          | 21人     | DANCE STUDIO ROCKFOOT  |
| 東京     | Ch2評価シード          | MKMDC               |                                  | 「ALICE IN NIGHTMARE」              | MODERN JAZZ     | 30人     | JIVE DANCE STUDIO      |
| 愛知     | 大会オファー           | CONiY               |                                  | 「開けてはいけない扉」              | HIPHOP          | 39人     | DANCE STUDIO FORCE     |
| 千葉     | 東日本予選優秀作品賞   | じゅんじゅん        | DLC                              | 「型」                              | PPPIN'          | 30人     | STARNITE DANCE STUDIO  |
| 群馬     | 提携大会優勝           | Chon                |                                  | 「とべない鳥」                      | FREESTYLE       | 32人     | DANCE STUDIO SHELTER   |
| 東京     | 大会オファー           | MAR                 | Cool Crew、Feeling of Soul       | 「HipHop Orchestra」                | FREESTYLE       | 40人     | avex artist academy    |
| 東京     | Ch1審査員賞シード      | ブラザーボム        | a.k.a.カミジョウタケル           | 「Moments in Love」                 | ALL"POP"STYLE   | 28人     | Creative Dance Project |
| 茨城     | Ch2審査員賞シード      | TAIHEY              | AT LOOP                          | 「Family 〜父と娘のダンス道〜」     | HIPHOP          | 40人     | D-Lifeダンススクール   |
| 福島     | Ch2審査員賞シード      | Ruu                 | VICTORIA                         | 「Fabulous the company」            | FREESTYLE       | 52人     | studio ViVid           |
| 東京     | 東日本予選最優秀作品賞 | avecoo              |                                  | 「avefam presents -snow white-」    | JAZZ FUNK       | 41人     | NOAダンスアカデミー    |
| 東京     | 東日本予選優秀作品賞   | ENcounter ENgravers |                                  | 「my EverlastiNg LIVE」             | HIPHOP          | 26人     | STUDIO FAMILY          |
| 東京     | 提携イベント選出       | Kensuke             | Country Side Kicks               | 「過去から届いたわすれもの」        | HIPHOP          | 39人     | EN DANCE STUDIO        |
| 大阪     | Ch2評価シード          | BEZI                | BUSTA JAKK BOOGIE                | 「Legend Of Lockers（I Luv Greg）」 | LOCKIN'         | 40人     | STUDIO A-Sh            |
| 東京     | 大会オファー           | CHEW                | CHEEEESE CAKE、PLAYAZ'INC.       | 「Glitter」                         | JAZZFUNK HIPHOP | 29人     | 東京ステップスアーツ   |
| 東京     | 大会オファー           | Twiggz              | STREET KINGDOM JAPAN、Twiggz Fam | 「STAY STRONG!!」                   | KRUMP           | 35人     | STUDIO FAMILY          |
| 東京     | LegendNEXTシード       | MIWA                | Doll House、Un bijou             | 「天の川のひとしずく」              | STYLE JAZZ      | 45人     | NOAダンスアカデミー    |
| 東京     | Ch2審査員賞シード      | DEXTER              | 総合演出：TSUBASA                | 「Yellow Line」                     | HOUSE           | 24人     | ZEAL STUDIOS           |
| 大阪     | 大会オファー           | MOCCHIN             | D'OAM                            | 「一手一つ」                        | HIPHOP          | 31人     | STUDIO A-Sh            |
| 大阪     | 西日本提携予選優勝     | Sacco               | LAdy NAda                        | 「Art museum」                      | FREESTYLE JAZZ  | 60人     | dance studio A-stage   |
| 大阪     | 西日本提携予選優勝     | WREIKO              | DEEP                             | 「Ancient Egypt」                   | FREESTYLE       | 40人     | STUDIO A-Sh            |
| 京都     | ティーンズゲスト       | M's E Crew          | 京都明徳高校ダンス部             | 「Soul Beat」                       | HIPHOP          | 20人     |                        |
| 東京     | ティーンズゲスト       | Nao10               | Disturbance                      | 「Dark Horse」                      | HIPHOP          | 12人     | STUDIO Bounce          |
| USA      | 海外ゲスト             | Jawn Ha             | Mos wanted crew、GRV、G-Fam      | 「Hastyle Hooligans」               | HIPHOP          | 31人     |                        |
| USA      | 海外ゲスト             | Hollywood           |                                  | 「ATENTION」                        | HIPHOP          | 30人     |                        |
| 東京     | レジェンドゲスト       | 梅棒                | 総合演出：伊藤今人               | 「パパ、I LOVE YOU」                | JAZZ            | 30人     |                        |

### 審査員・各審査員賞
| 審査員      | 肩書き | 視点                           | 審査員賞受賞作品                               |
| ----------- | --- | ------------------------------ | ---------------------------------------------- |
| SAM         | ネクストジャパン株式会社 代表取締役                                                                        | ストリートダンスとしての視点   | Sacco作品「Art museum」                        |
| 酒井 靖仁   | ぴあ株式会社 コンテンツ事業局 統括編集長                                                                   | エンタメ文化を広げてきた視点   | Ruu作品「Fabulous the company」                |
| 石川 綾一   | 株式会社フジテレビジョン 編制制作局 チーフプロデューサー                                                   | テレビ・プロデューサーの視点   | Ruu作品「Fabulous the company」                |
| 青木 義人   | エイベックス・プランニング＆デベロップメント株式会社 代表取締役/JSDA 日本すとりーとダンス協会 理事長       | ダンス文化普及・発展の視点     | MIWA作品「天の川のひとしずく」                 |
| 遠藤 陽市   | SONY MUSIC GROUP 株式会社エムオン・エンタテインメント 執行役員 ダンス・エンタテインメント・グループ 本部長 | 音楽・映像業会の視点           | MIWA作品「天の川のひとしずく」                 |
| 黒須 チヒロ | 作詞・作曲家/株式会社ヴァンズエンタテイメント プロデューサー                                               | 音楽プロデューサーの視点       | WREIKO作品「Ancient Egypt」                    |
| 崎山 敦彦   | KAAT神奈川芸術劇場 事業制作統括 チーフプロデューサー                                                       | 舞台パフォーマンスとしての視点 | Twiggz作品「STAY STRONG!!」                    |
| 鈴木 基之   | 株式会社ホリプロ 常務取締役 新規事業企画室/株式会社ステラキャスティング 代表取締役社長                     | 芸能エンターテインメントの視点 | ENcounter ENgravers作品「my EverlastiNg LIVE」 |
| 永利 真弓   | 株式会社アンクリエイティブ 代表取締役社長                                                                  | 国際ダンスマーケットの視点     | MOCCHIN作品「一手一つ」                        |
| Elm Pizarro | boogiezone創設者 兼 最高経営責任者                                                                         | 世界に広げる作品としての視点   | CHEW作品「Glitter」                            |
| 伊藤 今人   | 梅棒 リーダー                                                                                              | コレオグラファーとしての視点   |                                                |

### 受賞結果
- オーディエンス賞 … Twiggz作品「STAY STRONG!!」
- DDD賞 … Ruu作品「Fabulous the company」
- InterFM賞 … MAR作品「HipHop Orchestra」
- 日本ダンス大会特別選定賞 … TAIHEY作品「Family 〜父と娘のダンス道〜」、Sacco作品「Art museum」
- 準優秀作品賞〝セミ・レジェンド〟 … WREIKO作品「Ancient Egypt」
- 最優秀作品賞〝レジェンド〟 … Twiggz作品「STAY STRONG!!」

## Chapter.4大会
2014年7月26日-27日開催。会場は舞浜アンフィシアター。出展作品は25作品。（コンテスト22作品、ゲスト3作品）
サブタイトルは「begining of the CLIMAX AGE」

### 予選・提携大会

#### 西日本早期提携大会
『Kansai Dance Award』
2013年9月29日開催／会場：大阪・クレオ大阪南
- 本戦選出作品：Z△Z△作品「インディアン」（優勝）
- その他出展作品：Hi-SAE作品「喧嘩上等！」、ERI作品「Deceive」、HYP作品「HYP number」、AKIMAN作品「movement」、SAKI作品「Let's Party」、yasuyo作品「My Dance History」、Kyabe作品「too Change!!!」、KWAN作品「HOPE」、伊藤卓家作品「AKIRA」、hiro作品「Yester Day」[16]

#### 東日本予選
『Legend EAST』
2014年2月22日開催／会場：埼玉・和光市文化センター サンアゼリア 大ホール
- 本戦選出作品：＄eishiro作品（最優秀作品賞）／Anri作品、Cen作品、群馬県立安中総合学園高校ダンス部作品[注 7]（優秀作品賞）
- その他出展作品：MIYUKI作品、AYAKA作品、WAZACREW作品、HIMURO作品、Boo+Yuli作品
- 審査員：Twiggz（コレオグラファー/一般社団法人KOB代表）、蓮沼健（株式会社ディスクガレージ 取締役）、黒須チヒロ（株式会社ヴァンズエンタテイメント プロデューサー）、中尾修治（ホリプロ・グループ 株式会社ステラキャスティング イベント事業部）、石垣朗（共同企画開催 ぴあ株式会社 『Legend Tokyo』ゼネラルプロデューサー）、伊藤今人（ダンサー・コレオグラファー/梅棒 リーダー）[17]

#### 中日本提携大会
『master works TOKAI』
2014年4月6日開催／会場：名古屋・新栄 ダイアモンドホール
- 本戦選出作品：SUN作品「Rease of mind in the us」（最優秀作品賞）
- その他出展作品：SHUNJI作品「SOUL CHILDREN」、KANAMI作品「Seeking for Heart」、TOMOYA作品「BLACK&WHITE 〜自分を知る勇気〜」、DEIJI作品「あやしげな美術館〜一枚の画〜」、T.B.F.C作品「Crime&Hope」、WOWZ作品「052STREETからの逆襲」、SEIJUN作品「桜」、tamami作品「Diamond People」、shiro作品「それはまぎれもない方想い」
- 審査員：CONiY（大会総合制作プロデューサー）、KING-BOO（『Legend Tokyo Chapter.2』東海代表）、黄帝心仙人（『Legend Tokyo Chapter.2』審査員賞受賞）、AGATCH（『Legend Tokyo Chapter.1』東海代表）、工藤光昭（『Legend Tokyo』大会主宰/『SDM』編集長）[18]

#### 西日本提携大会
『Kansai Dance Award』
2014年4月20日開催／会場：大阪・クレオ大阪南
- 本戦選出作品：HASSAN作品「Story Of The Girls」（キッズ部門優勝）、KUJIME作品「Hiphop is … 」（一般部門優勝）
- その他出展作品：Chikaya作品「イナズマ」、RICA作品「Horror of School」、KOTONE作品「ワンセルフ」、AKIMAN作品「ギャング」、REICA作品「Piellette」、Michi作品「Amusument park」（以上キッズ部門）／CaLaid Scope作品「a Tribe」、Yae.Saya作品「carnival」、TAMA作品「Me」、NARI作品「Futuristic」、Trouble Jaguar作品「しびれ花」、CHArMAnt作品「strange circus company」、MAV●S作品「Raggamuffin」、大西早姫作品「Guilt」、YURI作品「乱歩」、KAISEI作品「FREEDOM REVOLUTION」、Chikaya作品「夢への招待状」、伊藤卓家作品「時計の針が振れる時」、Nana作品「Think … have one's own way」、K-KO作品「world wide woman」、Kyabe作品「Hip Hop Dreamer … 」、Aoi&LARRSON作品「失い気付くもの」、Koi作品「神god,地球earth,愛love,土tsuchi」、JACKY作品「女海賊」、yasuyo作品「だるまさんがころんだ」、TAKA作品「和の響きと群舞の奏打ち」、AKIMAN作品「アドベンチャー」、REICA作品「DAH!!」、ママAND末っ子作品「City♂♀」、ERI作品「人形の館」（以上一般部門）[19]

### 本戦出展作品
| 出展地域 | 出展区分               | コレオグラファー名  | 所属チーム                           | 作品タイトル                        | ジャンル       | 出演人数 | サポートスタジオ               |
| -------- | ---------------------- | ------------------- | ------------------------------------ | ----------------------------------- | -------------- | -------- | ------------------------------ |
| 群馬     | Ch3評価シード          | Chon                |                                      | 「Torero」                          | FREESTYLE      | 37人     | DANCE STUDIO SHELTER           |
| 東京     | Ch2審査員賞シード      | RIE                 | team Reyonce                         | 「祭日」                            | GIRLS HIPHOP   | 39人     | ETCダンススクール              |
| 東京     | 東日本予選優秀作品賞   | Anri                | BLENDA                               | 「This is how we BURLESQUE.」       | THEATER JAZZ   | 55人     | DANCE STUDIO BEASTAR           |
| 大阪     | 西日本提携大会優勝     | KUJIME              | GAWS、豊中CREW                       | 「Hiphop is … 」                    | HIPHOP         | 32人     | Logos Dance School             |
| 東京     | Ch2審査員賞シード      | MASAMI              | CARNIVAL、Un bijou                   | 「OPEN SESAME!」                    | FREESTYLE      | 47人     | ZEAL STUDIOS                   |
| 東京     | Ch3審査員賞シード      | ENcounter ENgravers | 振付・演出：AKIHITO、泰智            | 「蟻の思いも天に昇る」              | HIPHOP         | 47人     | THE☆STAGE                      |
| 東京     | 東日本予選優秀作品賞   | Cen                 | 「彩」danceentertainment             | 「私に羽根があれば」                | JAZZ           | 33人     | HIP Dance Arts Entertainment   |
| 愛知     | Ch3評価シード          | CONiY               | 抹茶STAR CREW                        | 「愛情の形」                        | HIPHOP         | 36人     | DANCE STUDIO FORCE             |
| 大阪     | 西日本提携大会優勝     | HASSAN              | Jacuzzi                              | 「Soul to Soul」                    | FREESTYLE JAZZ | 56人     | STUDIO A-Sh                    |
| UK       | 大会オファー           | Anthony Hutchinson  | DEFINITIVES                          | 「World of R.E.M」                  | FREESTYLE      | 33人     | STUDIO A-Sh                    |
| 福島     | Ch3審査員賞シード      | Ruu                 | MODE MODE、VICTORIA                  | 「Alteregoism」                     | FREESTYLE      | 42人     | studio ViVid                   |
| 東京     | Ch3特別賞シード        | MAR                 | Feeling of Soul、Cool Crew           | 「3年B組 RUN MAR 学園」             | HIPHOP         | 50人     | PLEASURE GARAGE DANCE WORKS    |
| 東京     | Ch3評価シード          | MKMDC               | 振付：松尾耕/補佐：巽徳子、miotchery | 「Synchronicity・YOU」              | MODERN JAZZ    | 18人     | Millennium Dance Complex Japan |
| 東京     | Ch3評価シード          | Kensuke             | Country Side Kicks                   | 「Reborn 〜輪廻転生〜」             | HIPHOP         | 42人     | En Dance Studio                |
| 大阪     | Ch3審査員賞シード      | Sacco               | LAdy NAda                            | 「The Sea Dreams」                  | FREESTYLE JAZZ | 54人     | dance studio A-stage           |
| 愛知     | 中日本提携大会優勝     | SUN                 |                                      | 「Release of mind」                 | FREESTYLE      | 26人     | DANCE STUDIO VOYAGE            |
| 大阪     | 西日本早期提携大会優勝 | Z△Z△                |                                      | 「This is all of Z△Z△」             | FREESTYLE      | 50人     | dance studio A-stage           |
| 東京     | Ch2審査員賞シード      | TSUBASA             | DEXTER、ZIETH、KAI-ZEN               | 「ダンスノチカラ 〜赤い球の物語〜」 | HOUSE          | 54人     | STUDIO DANCE HEAD              |
| 東京     | Ch3評価シード          | avecoo              |                                      | 「阿部魁」                          | JAZZ FUNK      | 37人     | 東京ステップスアーツ           |
| 千葉     | Ch3評価シード          | じゅんじゅん        | DLC                                  | 「ノスタルジア」                    | FREESTYLE      | 43人     | STARNITE DANCE STUDIO          |
| 京都     | Ch1審査員賞シード      | Memorable Moment    | 総合演出：KAORI                      | 「No War」                          | JAZZ           | 65人     | STUDIO DANCE ALIVE             |
| 東京     | 東日本予選最優秀       | $eishiro            |                                      | 「時と陰と陽」                      | FREESTYLE      | 37人     | En Dance Studio                |
| 群馬     | ティーンズゲスト       | TOP ROBBERS         | 群馬県立安中総合学園高校ダンス部     | 「脱獄 〜この鍵は渡さない … 〜」    |                | 42人     | ※7/26のみ出演                  |
| 大阪     | ティーンズゲスト       | TDC                 | 大阪府立登美丘高校ダンス部           | 「#after Closing ?????」            |                | 35人     | ※7/27のみの出演                |
| 東京     | レジェンドゲスト       | Twiggz aka JUN      | Twiggz Fam、STREET KINGDOM JAPAN     | 「STAY STRONG!!」                   | KRUMP          | 28人     |                                |

### 審査員・各審査員賞
| 審査員        | 肩書き | 視点                           | 審査員賞受賞作品                 |
| ------------- | --- | ------------------------------ | -------------------------------- |
| Rennie Harris | U.S.A文化大使/振付師/演出家/コロンビア大学 芸術分野 名誉博士/ベイツ大学 人文科学分野 名誉博士                            | ストリートダンスとしての視点   | KUJIME作品「Hiphop is … 」       |
| 染谷 誓一     | ぴあ株式会社 コンテンツ事業局 局長                                                                                       | エンタメ文化を広げてきた視点   | MAR作品「3年B組RUN MAR学園」     |
| 宇津井 隆     | 株式会社フジテレビジョン 事務局長                                                                                        | エンターテインメント事業の視点 | Z△Z△作品「This is all ofZ△Z△」   |
| 内田 久喜     | 株式会社よしもとアール・アンド・シー 常務取締役 統括プロデューサー/株式会社よしもとクリエイティブ・エージェンシー 取締役 | 芸能エンターテインメントの視点 | MAR作品「3年B組RUN MAR学園」     |
| おち まさと   | 株主総会おちまさと事務所 代表取締役社長 プロデューサー                                                                   | 総合プロデューサーの視点       | Memorable Moment作品「No War」   |
| 小池 修一郎   | 宝塚歌劇団 理事/演出家                                                                                                   | ミュージカル演出家の視点       | じゅんじゅん作品「ノスタルジア」 |
| 小林 雄二     | 株式会社ティー・ツー・クリエイティブ 代表取締役社長/演出家                                                               | イベント演出家の視点           | Ruu作品「Alteregoism」           |
| 崎山 敦彦     | 公益財団法人 神奈川芸術文化財団 KAAT神奈川芸術劇場 事業制作統括 チーフプロデューサー                                     | 舞台パフォーマンスとしての視点 | avecoo作品「阿部魁」             |
| 永利 真弓     | 株式会社アンクリエイティブ 代表取締役社長                                                                                | 国際ダンスマーケットの視点     | じゅんじゅん作品「ノスタルジア」 |
| 山田 淳       | 公益社団法人日本ダンススポーツ連盟 専務理事                                                                              | 国際ダンス競技としての視点     | SUN作品「Release of mind」       |
| 長谷川 達也   | DAZZLE 主宰/振付師/演出家                                                                                                | コレオグラファーの視点         |                                  |

### 受賞結果
- オーディエンス賞 … avecoo作品「阿部魁」
- 「MIZUNO」特別賞 … CONiY作品「愛情の形」
- DDD賞 … ENcounter ENgravers作品「蟻の思いも天に昇る」
- 「日本ダンス大会」特別賞 … Kensuke作品「Reborn 〜輪廻転生〜」
- 準優秀作品賞〝セミ・レジェンド〟 … avecoo作品「阿部魁」
- 最優秀作品賞〝レジェンド〟 … Memorable Moment作品「No War」

## Chapter.5大会
2015年9月23日(水・祝)開催。会場は横浜アリーナ。出展作品は27作品。（コンテスト23作品、ゲスト4作品）。5周年記念大会としてダンスコンテストとして史上初となるアリーナ開催となり、併せてステージセットも一般的な劇場の5 - 7倍程度の面積の広大なものとなった。
サブタイトルは「A WHOLE NEW HISTORY」

### 予選・提携大会

#### 中日本早期提携大会
『master works TOKAI―第二章―』
2014年10月13日開催／会場：名古屋・新栄 ダイアモンドホール
- 本戦選出作品：AMI作品「pianist」（最優秀作品賞）
- その他出展作品：SEISJUN作品「Hysteric Love」、SAYAKA＋IDUMI from DOGMA作品「アラビアンナイト」、KITOH作品「GIFT」、BOT作品「Nonet D.C.」、AIKO a.k.a.QUEEN WOWZ作品「LOVE MORE」、MC'Z作品「Heart  Beat♪」、tamami作品「True strength」
- 審査員：avecoo（『Legend Tokyo Chapter.4』〝セミ・レジェンド〟コレオグラファー）、CONiY（大会統括プロデューサー）、SUN（『Legend Tokyo Chapter.4』審査員賞受賞コレオグラファー）、Twiggz（『Legend Tokyo Chapter.3』〝レジェンド〟コレオグラファー）[22]

#### 北関東早期提携大会
『2014 CROSTAGE』
2014年11月2日開催／会場：群馬・桐生市市民文化会館 シルクホール
- 本戦選出作品：Zoo-Zoo作品「ZUNIQLO」
- その他出展作品：YUKO作品「扉ノムコウ」、UGA作品「nip and tuck」、YUKARI作品「F2LP」、Arisa作品「Gliese」、YASUYO作品「Rhapsody」、舞子作品「Natural」、MEGUMU作品「CAT Woman」、HIDE作品「みかんハート」、HIDE,chika,kensuke作品「E.M.C.S」、chika作品「Red Nudity」、chon作品「蝶々」[23]

#### 南日本提携大会
『Asia Dance Works Competition』
2015年4月5日開催／会場：福岡・福岡国際会議場 メインホール
- 本戦選出作品：松尾京子作品「阿修羅 〜反抗・苦悩そして懺悔〜」（優勝）、KINHUE作品「一席集中!!!」（準優勝）
- その他出展作品：AG NINJA作品「SYSTEM」、眞希作品「Give me Love 〜愛をください〜」、ACCO作品「さあ、冒険だ!!!」、MIHO作品「希望 〜私らしく〜」、P→☆作品「Human Future」、AYA＋shu-hey作品「DIVA」、Momoca Renri作品「Southern gyals hospitality」、SAKU作品「Smile×Dance 〜笑顔の力」、CHIHARU作品「Gratitude」、JUN111.MASAO.YAYOI.MOMO作品「unfortunate people ＝フコウノタネ＝」
- 審査員：岩本 初恵（株式会社愛しとーと 代表取締役）、新井洋子（エントリーサービスプロモーション株式会社 代表取締役社長）、長崎浩一（タワー不動産株式会社 代表取締役）、深町健二郎（イベントプロデューサー/ミュージシャン）、SAYUKI（ダンサー）、Shindy a.k.a Double-S（ダンサー）、工藤光昭（『SDM』編集長/『Legend Tokyo』主宰）[24]

#### 中日本提携大会
『master works TOKAI―第三章―』
2015年4月5日開催／会場：名古屋・名古屋市西文化小劇場
- 本戦選出作品：NATSUKO作品「般若の面 〜オイランノカクシツ〜」（最優秀作品賞）
- その他出展作品：SEISJUN作品「紅白女子合戦」、Baanin Tatsuya作品「新世界」、CHINAMI&NAMIKO from G-town Homies作品「What changed your life?」、Ahyumi作品「愛のかたち」、GENKID作品「白昼夢」、KANAMI作品「Sing away」、RISA from Bravers!作品「ピエロの恋」、TAAKI作品「Lucky Dream」
- 審査員：野村和生（名古屋テレビ放送株式会社 取締役編成局長/名古屋テレビネクスト株式会社 取締役会長）、永利真弓（株式会社アンクリエイティブ 代表取締役社長）、WREIKO（『Legend Tokyo Chapter.3』〝セミ・レジェンド〟コレオグラファー）、Anthony Hutchinson（『Legend Tokyo Chapter.4』本戦出展コレオグラファー）、SUN（『Legend Tokyo Chapter.4』審査員賞受賞コレオグラファー）、AKIHITO（『Legend Tokyo Chapter.3』審査員賞受賞コレオグラファー）、長濱佳孝（『Legend Tokyo』大会統括ディレクター）[25]

#### 西日本提携大会
『Curiosity Japan Dance Competition』
2015年4月19日開催／会場：大阪・サンケイホールブリーゼ
- 本戦選出作品：akane作品「Pret-a-porter Collection」（優勝）、MUKABI作品「仏華道」（準優勝）
- その他出展作品：RIKIMARU作品「what about us?」、HYP作品「VS」、TAKAAKI作品「Lucky Dream」、ER!KA作品「WE REVIVE」、ERi作品「パンドラの箱」、IN作品「RooTs style」、大西早姫作品「ムゲン」、U-BEAT作品「We love NEW JACK SWING」、Chikaya作品「2 color in 1 self」、たかりん作品「終わらない夢」、Hi-SAE作品「POLICE＆泥棒」、AKKY作品「Liberty」、BEZI作品「BEZI FAMILY」
- 審査員：KAORIalive（『Legend Tokyo Chapter.4』〝レジェンド〟コレオグラファー）、HIDEBOH（タップダンサー/振付師/演出家）、RYONRYON.（ダンサー/振付師/演出家）、後藤ひろひと（演出家/劇作家/俳優）、松元浩一（株式会社よしもとクリエイティブ・エージェンシー 音楽・ダンスパフォーマンスセクション プロデューサー）、工藤光昭（『SDM』編集長/『Legend Tokyo』主宰）[26]

#### 東日本提携大会
『TOKYO DANCE STREAM』
2015年4月29日開催／会場：豊洲PIT
- 本戦選出作品：NOBU作品「指の差す先に」（優勝）、Fly Six B作品「The Haunted House 失われた希望・光の扉」（準優勝）
- その他出展作品：松田鼓童作品「ちょーウケるー。」、Caori作品「The World Of The Fascination」、yuto作品「Breath of Life 〜生命の息吹〜」、IYO-P作品「最高のプレゼント」、SHOJIN作品「あの日の記憶」、Chinami作品「Cross The Border」、山田祐実作品「Tempt to Paradise」、Psyche作品「Hunger」、YUKACO作品「Keep on Smiling!!」、絵里作品「天地創造」、Ke→Ta作品「人生のくじ引き」、Mana作品「LIFE -本当の自分-」、MAYAKA作品「Shake It Off」、Fukmi作品「Children's War」、もりもり作品「オレ達のビートは止まれねぇ！ 君もオレ達ファミリーとウキウキダンシングをしてみないかいっ!?」、UGA作品「整形依存症」、KANAMI作品「Sing away」、MARIN&KAYANE作品「ARKSTAR」
- 審査員：Zaes Mazao from PARIS（コレオグラファー/ダンサー）、成井豊（演劇集団キャラメルボックス 代表/演出家・劇作家）、堀江慶（映画監督/演出家/脚本家）、ヒダノ修一（パーカッション奏者）、染谷誓一（ぴあ株式会社 コンテンツ事業局 局長）、MAR（ダンサー・コレオグラファー）、CHEW（ダンサー・コレオグラファー）[27]

### 本戦出展作品
| 出展地域 | 出展区分               | コレオグラファー名   | 所属チーム                | 作品タイトル                                   | ジャンル             | 出演人数 | サポートスタジオ                             |
| -------- | ---------------------- | -------------------- | ------------------------- | ---------------------------------------------- | -------------------- | -------- | -------------------------------------------- |
| 福岡     | 南日本提携大会優勝     | 松尾京子             |                           | 「阿修羅 〜反抗・苦悩・そして懺悔〜」          | FREESTYLE            | 41人     | 福岡大学付属若葉高等学校                     |
| 愛知     | Ch4審査員賞シード      | SUN                  |                           | 「ヴァンパイア ―婦怨無終―」                    | FREESTYLE            | 27人     | DANCE STUDIO VOYAGE                          |
| UK       | Ch4評価シード          | Anthony Hutchinson   | DEFINITIVES               | 「時とともに失われていく人間性」               | FREESTYLE            | 18人     | Studio K+                                    |
| 埼玉     | 北関東早期提携大会選出 | Zoo-Zoo              | jaywalker                 | 「ズニクロ」                                   | FREESTYLE            | 19人     | STUDIO FAMILY 5Star studio                   |
| 大阪     | Ch3審査員賞シード      | Sacco                | LAdy NAda、Un bijou       | 「Blue Bird」                                  | FREESTYLE JAZZ       | 53人     | studio A-stage                               |
| 東京     | 大会オファー           | HIDEBOH              | LiBLAZE                   | 「希望への生命の音」                           | Funk a Step          | 78人     | Higuchi Dance Studio                         |
| 大阪     | 西日本提携大会準優勝   | MUKABI               | At●mu!!                   | 「仏華道」                                     | STYLE JAZZ           | 28人     | DANCE STUDIO DO-UP                           |
| 福岡     | 南日本提携大会準優勝   | KINHUE               | NEW YELLOW                | 「一席集中!!!! 青（海・そら）の向こうまで … 」 | HOUSE&HIPHOP         | 19人     | style flavor DNCE CENTER                     |
| 東京     | 東日本提携大会準優勝   | Fly Six B            |                           | 「The Haunted House 〜100人目への招待状〜」    | FREESTYLE            | 53人     | THE BRONX DANCE STUDIO                       |
| 東京     | Ch3審査員賞シード      | ENcounter ENgravers  | 振付・演出：AKIHITO、泰智 | 「百機百様」                                   | HIPHOP               | 105人    | THE☆STAGE                                    |
| 愛知     | 中日本提携大会優勝     | AMI                  | A's                       | 「傀儡女」                                     | FREESTYLE            | 42人     | pineapple studio                             |
| 東京     | 東日本提携大会優勝     | NOBU                 | 内面美容、シャブレイ      | 「指が示す先に、」                             | FREESTYLE            | 23人     | STUDIO FAMILY                                |
| 東京     | Ch4評価シード          | Anri                 | BLENDA                    | 「Live like Dying...Be Italian!!」             | THEATER JAZZ         | 60人     | 東京ダンス大学 BEASTAR                       |
| 愛知     | Ch4特別賞シード        | CONiY                | 抹茶STAR CREW             | 「〜あなたのそばに〜」                         | HIPHOP               | 46人     | Dance Studio HIGH STARS                      |
| 岐阜     | 中日本提携大会優勝     | NATSUKO              | チョコランタン            | 「般若の面 〜オイランノカクシツ〜」            | HIPHOP               | 53人     | DANCE STUDIO GOOZ                            |
| 東京     | Ch2審査員賞シード      | TSUBASA              | ZIETH、DEXTER             | 「Anywhere」                                   | HOUSE                | 58人     | jackpot DANCE FACTORY                        |
| 東京     | Ch4評価シード          | $eishiro             |                           | 「小芥子」                                     | FREESTYLE            | 41人     | En Dance Studio                              |
| 東京     | Ch2審査員賞シード      | MASAMI               | Un bijou、CARNIVAL        | 「レゲエ革命 〜アジアンフィーバー〜」          | ENTERTAINMENT REGGAE | 109人    | ETCダンススクール                            |
| 大阪     | 西日本提携大会優勝     | akane                | VERMILION                 | 「日本万国博覧会」                             | FREESTYLE            | 61人     | Studio NEXT ONE                              |
| 群馬     | Ch4特別賞シード        | Kensuke              | Country Side Kicks        | 「Black and White」                            | HIPHOP               | 58人     | En Dance Studio                              |
| 東京     | Ch3審査員賞シード      | MIWA                 | Doll House、Un bijou      | 「月の光に導かれて」                           | STYLE JAZZ           | 54人     | 東京スクールオブミュージック＆ダンス専門学校 |
| 大阪     | Ch4審査員賞シード      | KUJIME               | GAWS、豊中CREW、M.P.P.!!  | 「＃楽しまなきゃ意味ない」                     | HIPHOP               | 45人     | Logos Dance School                           |
| 福島     | Ch4審査員賞シード      | Ruu                  | MODE MODE、90's           | 「情愛」                                       | FREESTYLE            | 52人     | studio ViVId                                 |
| 京都     | ティーンズゲスト       | 京都文教高校ダンス部 |                           | 「Fighting Dreamer.」                          | LOCKIN'              | 24人     |                                              |
| 東京     | ライブゲスト           | Beat Buddy Boi       |                           |                                                | LIVE                 | 8人      |                                              |
| 京都     | レジェンドゲスト       | Memorable Moment     | 総合演出：KAORIalive      | 「No War」                                     | JAZZ                 | 68人     |                                              |
| USA      | 海外ゲスト             | Travis Payne         |                           | 「Michel Jackson "LEGEND Tribute"」            |                      |          |                                              |

### 審査員・各審査員賞
| 審査員       | 肩書き | 視点                               | 審査員賞受賞作品                                       |
| ------------ | --- | ---------------------------------- | ------------------------------------------------------ |
| Travis Payne | コレオグラファー/プロデューサー/ディレクター | コレオグラフ・レジェンドの視点     | Anthony Hutchinson作品「時とともに失われていく人間性」 |
| 宇津井 隆    | 株式会社フジテレビジョン 事務局長 | エンターテインメント事業の視点     | Anri作品「Live like Dying...Be Itarian!!」             |
| 青木 義人    | エイベックス・プランニング＆デベロップメント株式会社 代表取締役/JSDA 日本ストリートダンス協会 理事長                                                 | ダンス文化普及・発展の視点         | HIDEBOH作品「希望への生命の音」                        |
| 榎本 了壱    | 日本文化デザインフォーラム 理事 副代表幹事/京都造形芸術大学 客員教授/日本ダンスフォーラム ボードメンバー/株式会社アタマトテ・インターナショナル 代表 | アート・クリエイティブとしての視点 | MASAMI作品「レゲエ革命 〜アジアンイーバー〜」          |
| おちまさと   | 株主総会おちまさと事務所 代表取締役社長 プロデューサー                                                                                               | 総合プロデューサーの視点           | HIDEBOH作品「希望への生命の音」                        |
| 小池 修一郎  | 宝塚歌劇団 理事/演出家 | ミュージカル演出家の視点           | ENcounter ENgravers作品「百機百様」                    |
| 佐藤 まいみ  | DANCE DANCE DANCE@YOKOHAMA 2015 総合ディレクター/埼玉芸術劇場 プロデューサー                                                                         | 国際ダンス・プロデューサーの視点   | akane作品「日本万国博覧会」                            |
| 白井 晃      | 演出家・俳優/KAAT神奈川芸術劇場 アーティスティック・スーパーバイザー                                                                                 | 舞台表現者としての視点             | MASAMI作品「レゲエ革命 〜アジアンフィーバー〜」        |
| 美内 すずえ  | 漫画家「ガラスの仮面」作者 | 舞台漫画クリエイターの視点         | Seishiro作品「小芥子」                                 |
| KREVA        | ヒップホップ・アーティスト/音楽プロデューサー | 音楽アーティストの視点             | Seishiro作品「小芥子」                                 |
| KAORIalive   | Memorable Moment リーダー/ダンサー・振付師 | コレオグラファーの視点             |                                                        |

### 受賞結果
- オーディエンス賞 … 1部選出：HIDEBOH作品「希望への生命の音」、2部選出：Seishiro作品「小芥子」
- ぴあ賞 … Zoo-Zoo作品「ズニクロ」
- 「MIZUNO」特別賞 … MUKABI作品「仏華道」
- 愛しとーと賞 … Fly Six B作品「The Haunted House」
- 「日本ダンス大会」特別賞 … CONiY作品「〜あなたのそばに〜」
- 日本ダンススポーツ連盟特別選定賞 … Fly Six B作品「The Haunted House」
- 殊勲作品賞 … 1部選出：Fly Six B作品「The Haunted House」、AMI作品「傀儡女」/2部選出：Seishiro作品「小芥子」、Ruu作品「情愛」
- 準優秀作品賞〝セミ・レジェンド〟 … HIDEBOH作品「希望への生命の音」
- 最優秀作品賞〝レジェンド〟 … Seishiro作品「小芥子」

## Chapter.6大会
2016年8月12日－14日開催。会場は舞浜アンフィシアター。例年のコンテンツに加え、新たに学生コレオグラファー部門が開催されている（便宜上、これまでのコンテスト部門を〝本戦〟と呼称する）。出展作品は本戦（コンテスト22作品、ゲスト3作品）、学生此グラファー部門16作品（コンテスト12作品、エキシビション3作品、ゲスト1組）。
サブタイトルは「THE EVOLUTION RISING」

### 予選・提携大会

#### 東日本提携大会
『TOKYO DANCE STREAM VOL.2』
2016年3月26日開催／会場：東京・江戸川区総合文化センター
- 本戦選出作品：ER'S RYOJI作品「Dark&Light」（優勝）、YUKO&SAYAKA作品「森の声」（準優勝）、SHOJIN作品「失」（特別賞）
- その他出展作品：YUKACO作品「Beyond the limit」、茉莉花作品「蜘蛛の糸」、野村采可作品「アイネクライネ」、Caori作品「Sister Act 〜Dancing Fever!!〜」、吉田快作品「TSUWAMONO〜風の夢跡〜」、MIO FAMILY作品「I wanna BE FREE」、capsule toy作品「LOVE SOMEONE」、いちごいちえダンスプロジェクト作品「想いのかけら〜Praise for Love〜」、凜〜RIN〜作品「忍〜shinobi〜」、TOYO29作品「氏名〜導かれし真道〜」、Afro Bop Crew作品「カルマ」
- 審査員：堀江慶（映画監督/演出家/脚本家）、田尾下哲（演出家）、Ruu（『Legend Tokyo』過去大会・最多審査員賞受賞コレオグラファー）、Seishiro（『Legend Tokyo Chapter.5』最優秀〝レジェンド〟コレオグラファー）、新井勝久（トリックスターエンターテインメント株式会社 代表取締役社長）、染谷誓一（ぴあ株式会社 執行役員事業統括本部 担当副本部長）[30]

#### 関西提携大会
『ALL THAT'S DANCE OSAKA』
2016年4月2日開催／会場：大阪・大阪国際交流センター 大ホール
- 本戦選出作品：WVE（優勝）、XPACE（振付師：Cai Xiaoqiang）（準優勝）
- その他出展：ENstarry ENvitation、KURINE、RefoRme、GANG☆MANISH、ユリバーサルスタジオジャパン、Youth Theatre Japan、D-TREK
- 審査員：KAORIalive（『Legend Tokyo Chapter.4』〝レジェンド〟コレオグラファー、HIDEBOH（タップダンサー/振付師/演出家）、RYONRYON.（ダンサー/振付師）、エグスプロージョン（ダンサー）、後藤ひろひと（演出家/劇作家/俳優）、水玉れっぷう隊アキ（お笑い芸人/喜劇俳優）、植木護（演出家）[31]

#### 東海提携大会
『master works TOKAI―第四章―』
2016年4月3日開催／会場：名古屋・名古屋市芸術創造センター
- 本戦選出作品：KANAMI作品「歌留多Queen」（最優秀作品賞）
- その他出展作品：Zuh作品「蝉時雨」、TARO作品「live the life 善と悪と … 」、佳代子そして瑞希作品「魔女の槌」、AIKA&KONARI作品「CARRY ON」、SASA作品「It Don't Mean A Thing」
- 審査員：田中俊男（名古屋テレビ放送株式会社 報道局長）、唐津絵理（愛知芸術劇場 シニアプロデューサー）、つる（梅棒/ダンサー・振付師）、市川ミサオ（R3 TAP-HOLIC/STUDIO R3）、長濱佳孝（『Legend Tokyo』大会統括ディレクター）[32]

#### 南日本提携大会
『Asia Dance Works Competition 2016』
2016年4月24日開催／会場：福岡・福岡国際会議場 メインホール
- 本戦選出作品：Yu-Ki作品「ワッショイワッショイプール開き」（優勝）
- その他出展作品：Yukko作品「"QUEEN UNION那珂川" JUNIOR HIGH SCHOOL!!」、MIHO作品「在 -arikata-」、とら/saori作品「好きなことを好きなだけ。」、TAKAFUMI作品「ガンバルゾ〜!!!」、KATSUHIRO作品「楽園」
- 審査員：岩本 初恵（株式会社愛しとーと 代表取締役）、新井洋子（エントリーサービスプロモーション株式会社 代表取締役社長）、長崎浩一（タワー不動産株式会社 代表取締役）、西座聖樹（ボンウェイ株式会社 代表取締役）、SO（BE BOP CREW/ダンサー）、HIROMI（ダンサー）、Seishiro（『Legend Tokyo Chapter.5』優勝コレオグラファー）[33]

#### 中国四国提携大会
『BIG CLAP -DANCE COMPETITION-』
2016年5月22日開催／会場：広島・NTTクレドホール
- 本戦選出作品：AYUMI作品「Heartache」（優勝）
- その他出展作品：MICA作品「初恋」、ENstarry ENvitation作品「少年と祭り」、人間様イズム作品「現代社会を生きる -心の叫び-」、STEPSA作品「Come」、Next Innovation作品「HI・BA・NA」、Aimy作品「i know you, i live you 〜あなたに夢中〜」、G UNIT Company作品「神隠し」、HJM作品「wobbling action 〜波〜」、タップイン広島作品「孤独な指揮者」、AYUMI&UME作品「気を使ったWOOPIE PIE」
- 審査員：MOMO（THE UGO UGO ガールズ）、avecoo（『Legend Tokyo Chapter.4』〝セミ・レジェンド〟コレオグラファー）、酒井立夫（ホームテレビ エム-エス 代表取締役社長）、工藤光昭（『Legend Tokyo』主宰/『SDM』編集長）[34]

### 学生コレオグラファー部門

#### 出展作品
| 出展地域 | 出展区分           | コレオグラファー名 | 作品タイトル                       | ジャンル                     | 出演人数 | 在籍校                                                               |
| -------- | ------------------ | ------------------ | ---------------------------------- | ---------------------------- | -------- | -------------------------------------------------------------------- |
| 千葉     | コンテスト部門     | 千尋               | 「Cry of irate. -海賊たちの叫び-」 | free style                   | 55人     | AFLOATOネイルスクール                                                |
| 東京     | コンテスト部門     | EdeeT              | 「"歪"」                           | アニメーションフリースタイル | 25人     | 桜美林大学 芸術文化学群4年生                                         |
| 東京     | コンテスト部門     | HIBIKI IHA         | 「Persona」                        | POP                          | 29人     | 立教大学 コミュニティ福祉学部4年生                                   |
| 東京     | コンテスト部門     | Nomu               | 「Soul Power!!!!!」                | free style                   | 15人     | 自由が丘産能短期大学 能率化2年生                                     |
| 京都     | コンテスト部門     | Panaki             | 「〜烏合の衆〜」                   | オールジャンル               | 15人     | 京都造形芸術大学 舞台芸術学科3回生                                   |
| 東京     | コンテスト部門     | Ryosuke            | 「朝!!!」                          | HIP HOP                      | 15人     | VAW栄光ハイスクール(専門校)                                          |
| 神奈川   | コンテスト部門     | Sekidai            | 「We want...」                     | HIP HOP                      | 20人     | 桜美林大学 3年生                                                     |
| 東京     | コンテスト部門     | しゅーる           | 「孤独」                           | オールジャンル               | 20人     | 尚美学園大学 ダンスコース2年生                                       |
| 兵庫     | コンテスト部門     | super★NOVA         | 「 」                              | JAZZ                         | 20人     | 関西学院大学 教育学部4回生                                           |
| 東京     | コンテスト部門     | tact               | 「童心」                           | R&B、HipHop                  | 30人     | 日本大学 芸術学部4年生                                               |
| 東京     | コンテスト部門     | we are             | 「台風」                           | FREESTYLE                    | 35人     | 東京ダンス＆アクターズ専門学校                                       |
| 北海道   | コンテスト部門     | YUKACO             | 「Beyond the limit」               | Freestyle                    | 16人     | 北海道教育大学 芸術課程芸術文化コース4年生                           |
| 大阪     | エキシビション部門 | じゃー民           | 「see me」                         | free style                   | 23人     | 大阪ダンス＆アクターズ専門学校/神戸親和女子大学/放送芸術学院専門学校 |
| 千葉     | エキシビション部門 | WHITEHAT Ayame     | 「ダンス愛」                       | FREESTYLE                    | 25人     |                                                                      |
| 千葉     | エキシビション部門 | 野獣K愛$           | 「サブカルチャー。」               | HIPHOP                       | 15人     | 神田外語大学 3年生                                                   |

#### 審査員
- 長谷川 達也（DAZZLE）／『Legend Tokyo Chapter.1』最優秀作品賞〝レジェンド〟受賞コレオグラファー
- 伊藤 今人（梅棒）／『Legend Tokyo Chapter.2』最優秀作品賞〝レジェンド〟受賞コレオグラファー
- KAORIalive（Memorable Moment）／『Legend Tokyo Chapter.4』最優秀作品賞〝レジェンド〟受賞コレオグラファー
- Seishiro／『Legend Tokyo Chapter.5』最優秀作品賞〝レジェンド〟受賞コレオグラファー
- TAKAHIRO／提携大会『日本ダンス大会』審査員長

#### 受賞結果
- オーディエンス賞 … EdeeT作品「"歪"」
- Carat賞 … tact作品「童心」
- 準優秀作品賞〝ユース・セミ・レジェンド〟 … EdeeT作品「"歪"」
- 最優秀作品賞〝ユース・レジェンド〟 … super★NOVA作品「  」

### 大会本戦

#### 出展作品
| 出展地域 | 出展区分              | コレオグラファー名  | 所属チーム                   | 作品タイトル                             | ジャンル          | 出演人数 | サポートスタジオ                 |
| -------- | --------------------- | ------------------- | ---------------------------- | ---------------------------------------- | ----------------- | -------- | -------------------------------- |
| 山口     | 南日本提携大会優勝    | Yu-Ki               | すきにっか                   | 「Regga vacation」                       | REGGAE HIPHOP     | 21人     | CRUNK DANCE STUDIO               |
| 大阪     | 関西提携大会準優勝    | Cai Xiaoqiang       |                              | 「クモノイト」                           | CONTEMPORARY JAZZ | 33人     | アカルスタジオ                   |
| 東京     | Ch3審査員賞シード     | CHEW                | CEEEEESE CAKE                | 「想う」                                 | HIPHOP/JAZZ FUNK  | 32人     | STUDIO FAMILY                    |
| 大阪     | Ch5審査員賞シード     | akane               |                              | 「ニューモード」                         | FREESTYLE         | 37人     | STUDIO A-Sh                      |
| 東京     | Ch5評価シード         | TSUBASA             | DEXTER、ZIETH                | 「Pandra's Box そして踏み込んだ世界...」 | HOUSE             | 33人     | JACKPOT DANCE FACTORY            |
| 愛知     | 東海提携大会優勝      | KANAMI              | Romp                         | 「歌留多女王」                           | FREESTYLE         | 33人     | DANCE STUDIO FORCE               |
| 東京     | 大会オファー          | SETO                | BE BOP CREW、SNAZZY DOGS     | 「四踊神 〜風林火山〜」                  | FREESTYLE         | 28人     | DANCE WORKS                      |
| 東京     | Ch5審査員賞シード     | BLENDA              |                              | 「Got Your Back!!」                      | THEATER JAZZ      | 46人     | TOKYO STEPS ARTS                 |
| 岐阜     | Ch5評価シード         | NATSUKO             | チョコランタン               | 「カラスノハネ 〜慈烏反哺〜」            | HIPHOP            | 37人     | DANCE STUDIO GOOZ                |
| 東京     | 東日本提携大会特別賞  | SHOJIN              | Sol-en-Poire                 | 「失」                                   | MODERN JAZZ       | 42人     | 東京ダンス大学BEASTAR            |
| 愛知     | Ch5特別賞シード       | CONiY               | 抹茶STAR CREW                | 「Jeanne d'Arc 〜奇跡の少女〜」          | HIPHOP            | 35人     | DANCE STUDIO HIGH STARS          |
| 東京     | 東日本提携大会優勝    | ER'S RYOJI          | ex.KICK WALKERS              | 「Dark＆Light」                          | HIPHOP JAZZ       | 46人     | VAW栄光ハイスクール              |
| 大阪     | 関西提携大会優勝      | WVE                 | [AYA、AYANA、FUKUI]          | 「Ain Soph Aur 000...」                  | JAZZ FUNK         | 43人     | キャレスボーカル＆ダンススクール |
| 広島     | 中国四国提携大会優勝  | AYUMI               | Paradium、UGO UGO            | 「RΛLien 〜無と絆の記号〜」              | HIPHOP            | 25人     | DANCE STUDIO FLEX                |
| 群馬     | 東日本提携大会準優勝  | YUKO&SAYAKA         |                              | 「森の声」                               | FREESTYLE         | 28人     | DANCE STUDIO SHELTER             |
| 福岡     | Ch5評価シード         | KINHUE              | NEW YELLOW                   | 「楽しみ方 多種多様」                    | HOUSE＆HIPHOP     | 29人     | style flavor DANCE CENTER        |
| 東京     | Ch3審査員賞シード     | MIWA                | Doll House、Un bijou         | 「君の声を探して」                       | STYLE JAZZ        | 36人     | Millennium Dance Studio Tokyo    |
| 東京     | Ch4審査員賞シード     | MAR                 | Good Time Company、Cool Crew | 「ART OF THE "JAPON"」                   | HIPHOP            | 46人     | DANCE WORKS                      |
| 大阪     | 「Legend NEXT」シード | Yae.Saya            | BRUISES.W                    | 「MEGURI 〜輪廻転生〜」                  | JAZZ CONTEMPORARY | 36人     | CAMURO DANCE STUIDO              |
| 大阪     | 「Legend NEXT」シード | BEZI                | BUSTA JAKK BOOGIE            | 「It's just the way it is!」             | LOCKIN'           | 42人     | STUDIO A・X                      |
| 東京     | Ch4審査員賞シード     | ZAZA                | [REMON、YUKI、KAGARI]        | 「Gladiator 〜自由を掴み取るために〜」   | FRESSSTYLE        | 52人     | TOKYO STEPS ARTS                 |
| 東京     | Ch5審査員賞シード     | ENcounter ENgravers | [振付・演出：AKIHITO、泰智]  | 「オノマトペ」                           | HIPHOP            | 54人     | 東急スポーツオアシス             |
| USA      | 海外ゲスト            | Sorah Yang          | GRV                          |                                          | FREESTYLE         | 29人     | ※8/14のみ出展                    |

#### 審査員・各審査員賞
| 審査員      | 肩書き | 視点                             | 審査員賞名                     | 受賞作品                                       |
| ----------- | --- | -------------------------------- | ------------------------------ | ---------------------------------------------- |
| 小池 修一郎 | 宝塚歌劇団 理事/演出家 | ミュージカル演出家の視点         | 審査員長特別賞                 | KANAMI作品「歌留多女王」                       |
| 染谷 誓一   | ぴあ株式会社 執行役員 事業統括本部 担当副本部長 株式会社東京音協 代表取締役                                                                          | エンタメ文化をひろげてきた視点   | ぴあ・審査員賞                 | ENcounter ENgravers作品「オノマトペ」          |
| 内田 久喜   | 株式会社よしもとクリエイティブ・エージェンシー 専務取締役                                                                                            | エンタメ・コンテンツとしての視点 | よしもと・審査員賞             | MAR作品「ART OF THE "JAPON"」                  |
| 榎本 了壱   | 日本文化デザインフォーラム 理事 副代表幹事/京都造形芸術大学 客員教授/日本ダンスフォーラム ボードメンバー/株式会社アタマトテ・インターナショナル 代表 | クリエイティブ・アーツの視点     | クリエイティブ・アーツ審査員賞 | akane作品「ニューモード」                      |
| 小濵 勝廣   | 振付家/演出家/Blue Print株式会社 取締役 | コレオグラファーの視点           | コレオグラフ審査員賞           | ZAZA作品「Gladiator 〜自由を掴み取るために〜」 |
| 鈴木 基之   | 株式会社ホリプロ 専務取締役/株式会社ステラキャスティング 代表取締役社長                                                                              | 芸能エンターテインメントの視点   | ホリプロ・審査員賞             | MIWA作品「君の声を探して」                     |
| 塚田 良平   | 音楽プロデューサー/株式会社コンテッツァ 代表取締役                                                                                                   | 音楽プロデューサーの視点         | 音楽家・審査員賞               | SHOJIN作品「失」                               |
| 永利 真弓   | 株式会社アンクリエイティブ 代表取締役社長 | 国際ダンス・マーケットの視点     | 国際ダンス・マーケット審査員賞 | BEZI作品「It's just the way it is!」           |
| 長谷川 増   | 株式会社テー・オー・ダブリュー クリエイティブ・プロデューサー/演出マイスター                                                                         | イベント演出家の視点             | イベント演出家・審査員賞       | ER'S RYOJI作品「Dark&Light」                   |
| 宮村 恵子   | 公益社団法人 東京都歴史文化財団 東京芸術劇場 事業企画課 ダンス・プランニング・チーフ                                                                 | ダンス公演事業としての視点       | 東京芸術劇場・審査員賞         | Cai・Xiaoqiang作品「クモノイト」               |
| 顔 安       | 全日本華僑華人連合会 会長/中国海外交流会 理事/中国全国政協海外列席 代表/K&Q株式会社 代表取締役社長                                                   | アジアにひろげるための視点       | アジア文化交流・審査員賞       | Yae.Saya作品「MEGURI 〜輪廻転生〜」            |

#### 受賞結果
- オーディエンス賞 … ENcounter ENgravers作品「オノマトペ」
- 「MIZUNO」特別賞 … CONiY作品「Jeanne d'Arc」
- THE CROSS×mateプロジェクト企画賞 … ENcounter ENgravers作品「オノマトペ」
- 「日本ダンス大会」特別賞 … ER'S RYOJI作品「Dark&Light」
- 日本ダンススポーツ連盟特別選定賞 … BLENDA作品「Got Your Back!!」
- ダンス教育振興連盟JDAC特別賞 … KANAMI作品「歌留多女王」
- 準優秀作品賞〝セミ・レジェンド〟 … MAR作品「ART OF THE "JAPON"」
- 最優秀作品賞〝レジェンド〟 … ENcounter ENgravers作品「オノマトペ」